# Harvey White
Harvey David White (Maidstone, Inglaterra, Reino Unido, 19 de septiembre de 2001) es un futbolista británico que juega en la posición de centrocampista para el Stevenage F. C. de la League One de Inglaterra.

## Selección nacional
Es internacional con la selección de fútbol sub-18 de Inglaterra, con la que debutó el 21 de mayo de 2019 en un partido amistoso contra la selección de fútbol sub-16 de Eslovaquia que finalizó con un resultado de 2-2.

## Estadísticas

### Clubes
| Club                               | Div.          | Temporada     | Liga  | Liga  | Copas nacionales | Copas nacionales | Copas internacionales | Copas internacionales | Total | Total |
| Club                               | Div.          | Temporada     | Part. | Goles | Part.            | Goles            | Part.                 | Goles                 | Part. | Goles |
| ---------------------------------- | ------------- | ------------- | ----- | ----- | ---------------- | ---------------- | --------------------- | --------------------- | ----- | ----- |
| Tottenham Hotspur F. C. Inglaterra | 1.ª           | 2020-21       | 0     | 0     | 1                | 0                | 1                     | 0                     | 2     | 0     |
| Portsmouth F. C. Inglaterra        | 3.ª           | 2019-20       | ―     | ―     | 1                | 0                | ―                     | ―                     | 1     | 0     |
| Portsmouth F. C. Inglaterra        | 3.ª           | 2020-21       | 21    | 1     | 0                | 0                | ―                     | ―                     | 21    | 1     |
| Portsmouth F. C. Inglaterra        | Total club    | Total club    | 21    | 1     | 1                | 0                | 0                     | 0                     | 22    | 1     |
| Tottenham Hotspur F. C. Inglaterra | 1.ª           | 2022-23       | 1     | 0     | 0                | 0                | 0                     | 0                     | 1     | 0     |
| Tottenham Hotspur F. C. Inglaterra | Total club    | Total club    | 1     | 0     | 1                | 0                | 1                     | 0                     | 3     | 0     |
| Derby County F. C. Inglaterra      | 3.ª           | 2022-23       | 15    | 0     | ―                | ―                | ―                     | ―                     | 15    | 0     |
| Derby County F. C. Inglaterra      | Total club    | Total club    | 15    | 0     | 0                | 0                | 0                     | 0                     | 15    | 0     |
| Stevenage F. C. Inglaterra         | 3.ª           | 2023-24       | 11    | 0     | 7                | 2                | ―                     | ―                     | 18    | 2     |
| Stevenage F. C. Inglaterra         | 3.ª           | 2024-25       | 18    | 2     | 6                | 0                | —                     | —                     | 24    | 2     |
| Stevenage F. C. Inglaterra         | Total club    | Total club    | 29    | 2     | 13               | 2                | 0                     | 0                     | 42    | 4     |
| Total carrera                      | Total carrera | Total carrera | 66    | 3     | 15               | 2                | 1                     | 0                     | 82    | 5     |